# Hitoshi Sasaki (Fußballspieler, 1973)
Hitoshi Sasaki (jap. 佐々木 仁, Sasaki Hitoshi; * 9. Juli 1973 in der Präfektur Iwate) ist ein ehemaliger japanischer Fußballspieler.

## Karriere
Sasaki erlernte das Fußballspielen in der Schulmannschaft der Aomori Yamada High School. Seinen ersten Vertrag unterschrieb er 1992 bei Fujita Industries (Bellmare Hiratsuka). Der Verein spielte in der zweithöchsten Liga des Landes, der Japan Football League. 1993 wurde er mit dem Verein Meister der Japan Football League und stieg in die J1 League auf. 1994 gewann er mit dem Verein den Kaiserpokal. 1998 wurde er an den Ligakonkurrenten Avispa Fukuoka ausgeliehen. 1999 wechselte er zum Drittligisten Yokohama FC. 1999 wurde er mit dem Verein Meister der Japan Football League. Ende 1999 beendete er seine Karriere als Fußballspieler.

## Erfolge
Bellmare Hiratsuka
- Kaiserpokal

Sieger: 1994